# 茶礼 (韓国)
茶礼（ちゃれい、茶禮）は、「茶を上げる礼」という意味の朝鮮語。
1. タレ（다례）は、高麗時代まで存在していた朝鮮半島における茶を飲む儀式。→#茶を飲む儀式の「茶礼」（タレ）
2. チャレ（차례）は、朝鮮王朝時代以降の先祖を供養する朝鮮半島の法事。漢字に反して茶ではなく酒を使用する儀式である[1]。→#供養の儀式としての「茶礼」（チャレ）

## 茶を飲む儀式の「茶礼」（タレ）
朝鮮半島では、高麗時代までは茶文化がある程度普及して隆盛していたが、朝鮮王朝になると儒教を国教としたため、仏教文化である茶文化は仏教の禁圧と共に壊滅した。仏教と関連していた茶の木が根こそぎ抜かれて、茶文化が消えた。お茶を奉げる仏教儀礼の「茶礼」を禁じられて以降、酒を奉げる儒教の「祭祀」となったが、名前のみは「茶礼」と呼ばれていた。これが後述の供養の儀式としての「茶礼」（チャレ）となる。
1960年代に崔吉城が韓国文化財管理局からの依頼で茶文化を調査した際にも、数箇所の寺で個人的に茶を若干栽培しているのみ、という状態だった。こうした中、韓国では1970年代に「韓国茶文化復興運動」が始まった。「韓国茶文化の伝道師」といわれる韓国茶文化協会理事長（2010年現在）のイ・グィレは、1973年から古典の翻訳等の研究を進め、1979年に「韓国茶人会」を発足させた。1981年には毎年5月25日を「茶の日」と指定し、1995年になると「韓国茶文化展」をドイツ、米国、中国、インドなど15カ国で開催し宣伝普及を行っている。しかし、茶について書かれた史書が韓国ではせいぜい10冊程度しか残っておらず、当時どのように茶礼がとりおこなわれていたのかはわかっていない。
また、茶道（茶礼）は古代韓国から日本に伝わったという韓国起源説が一部で存在しているが(p50)、そのような説は史書の扱いに無理があることや日本の茶道は強い独自性があること等から否定されている。

## 備考
- 高麗時代に茶礼が形成されるも、李朝時代となると儒教社会となったことで茶に替わり、「おこげ」に湯をかけるスンニュン（숭늉）が普及し[8]、朝鮮半島のほとんどの土地から茶が消える[8]。現在、茶名に至っては、「雀舌茶」「一旗一槍」「天池茶」などは中国の茶名であり、日本の茶名には見られない[9]。すなわち日本茶より中国茶の影響の方が大きいことを意味する。
- 朝鮮半島には640年頃には茶が飲まれ、835年には茶の実が導入されたとする説もある[10]。

## 供養の儀式としての「茶礼」（チャレ）
旧正月、秋夕（旧暦の8月15日）、先祖の誕生日などに行われる。法事の形式は、祭祀と茶礼の2種類がある。2つの間に大差はないとされるが、祭祀は午前0時に開始されるのに対し、茶礼は朝とり行われる。地域や家庭によって、内容はまちまちだが、祭祀と茶礼ではお供え用のお膳の中身も多少の違いがあるとされる。もともと茶礼は、成人男子によってとり行われた。しかし最近は、女性や子供も参加することが多い。

### 概略
茶礼では、茶礼床と呼ばれるお供え用の食膳を準備する。先祖を祀る祭壇は、上座が北になるように配置され、そこに茶礼床をおく。主人は先祖用に茶礼床に酒を注ぐ。主人はジョルと呼ばれる韓国の最敬礼を2回行う。その後参列者は主人同様、祭壇の前でジョルを2回ずつ行う。参列者の挨拶が一通り終わると、先祖の食事時間となる。作法はまちまちで、参列者は位牌に背を向けたり、祭壇が置かれた部屋の照明を消したり、部屋からいったん退室したりする。
先祖の食事終了を見はからい、主人が祭壇の酒を飲み干したところで、儀式は終了する。その後、茶礼床を少しずつ取り分け、一つの皿に盛る。参列者は酒を酌み交わしながら、全員で一つ皿の料理を食べる。

### 茶礼床
果物、菓子、焼き魚、干物、肉、鶏の丸焼き、餅、ナムル、汁物などが用意される。食材、調理方法はしきたりがあり、決まり通りに用意する。膳の一列目（手前）が菓子と果物、二列目がナムルと干物、三列目が汁物と焼き魚等、配置場所も決められている。なお料理の味付けはシンプルで、唐辛子やニンニクは使わない。

## 参照元
- 茶礼（チャレ） | 名節（旧正月・秋夕） | 韓国の文化と生活｜韓国旅行「コネスト」(2014/03/21閲覧)
- 茶礼(チャレ) : ソウル市観光公式サイト (日本語)[リンク切れ]